# 沼平駅
沼平駅（ぬまひらえき）は、台湾嘉義県阿里山郷にある阿里山森林鉄路の駅。

## 概要
標高は2,274メートル。現駅舎は日本人建築家の五十嵐信夫が手掛けた「ほぞ接ぎ工法」によるRC構造と木造の組み合わせである。
当初は「阿里山駅」として開業したが、現阿里山駅開業とともに、付近の旧地名である沼平が駅名として採用され、眠月線、祝山線起点駅の地位も移っている。

## 駅構造
単式ホーム1面1線の地上駅。構内にホームのない側線を備える。

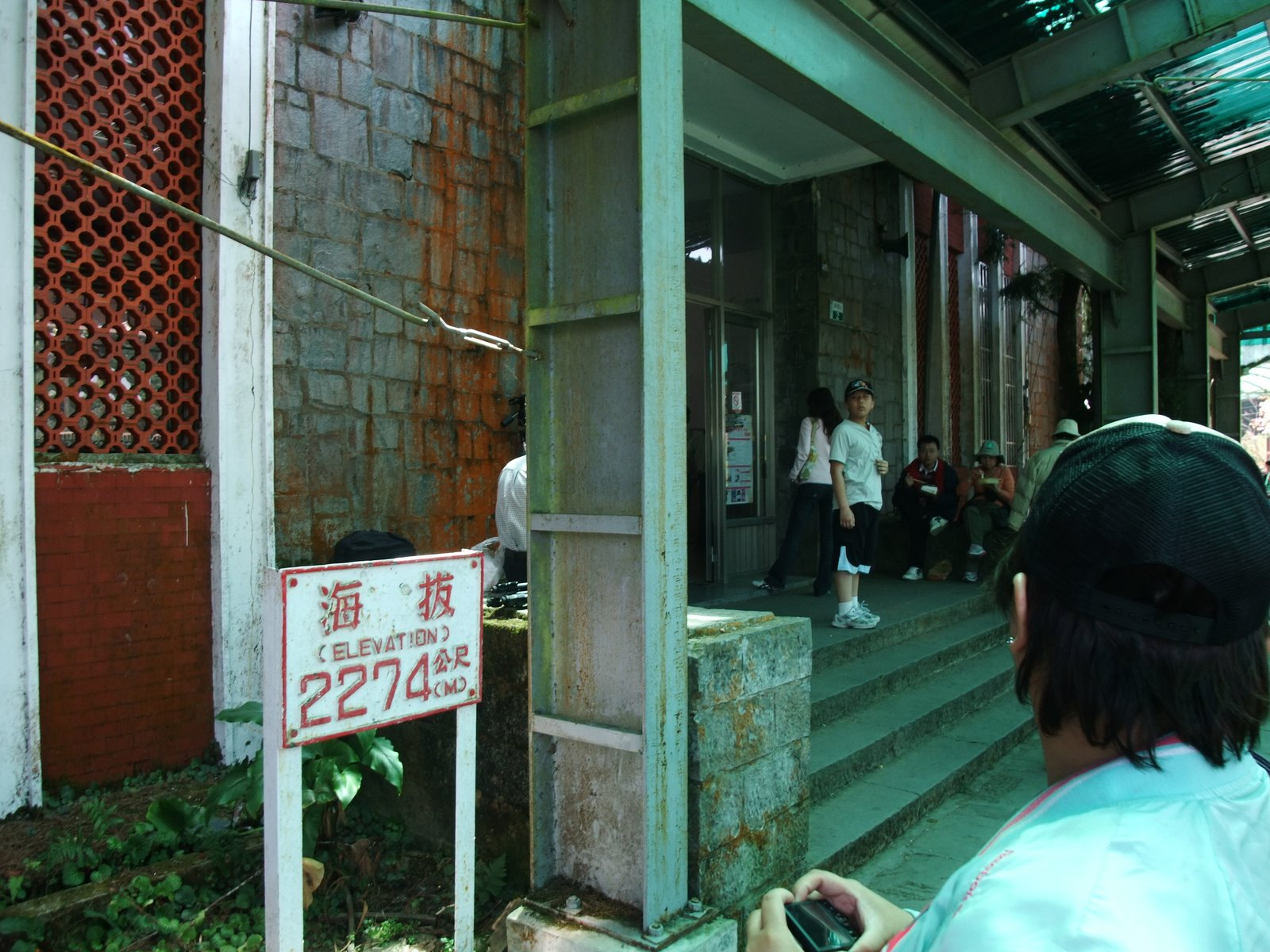
旧駅舎
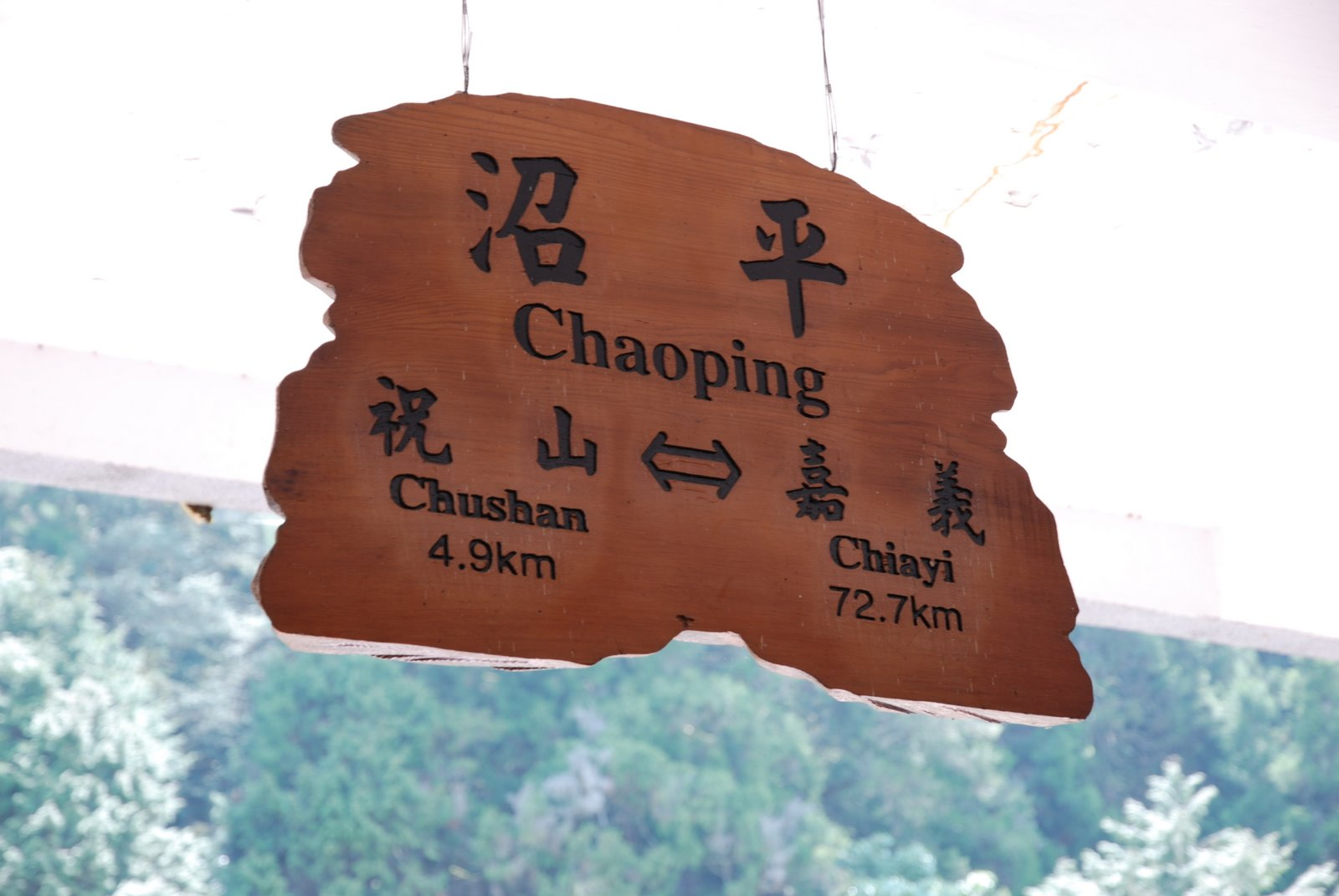
駅名標
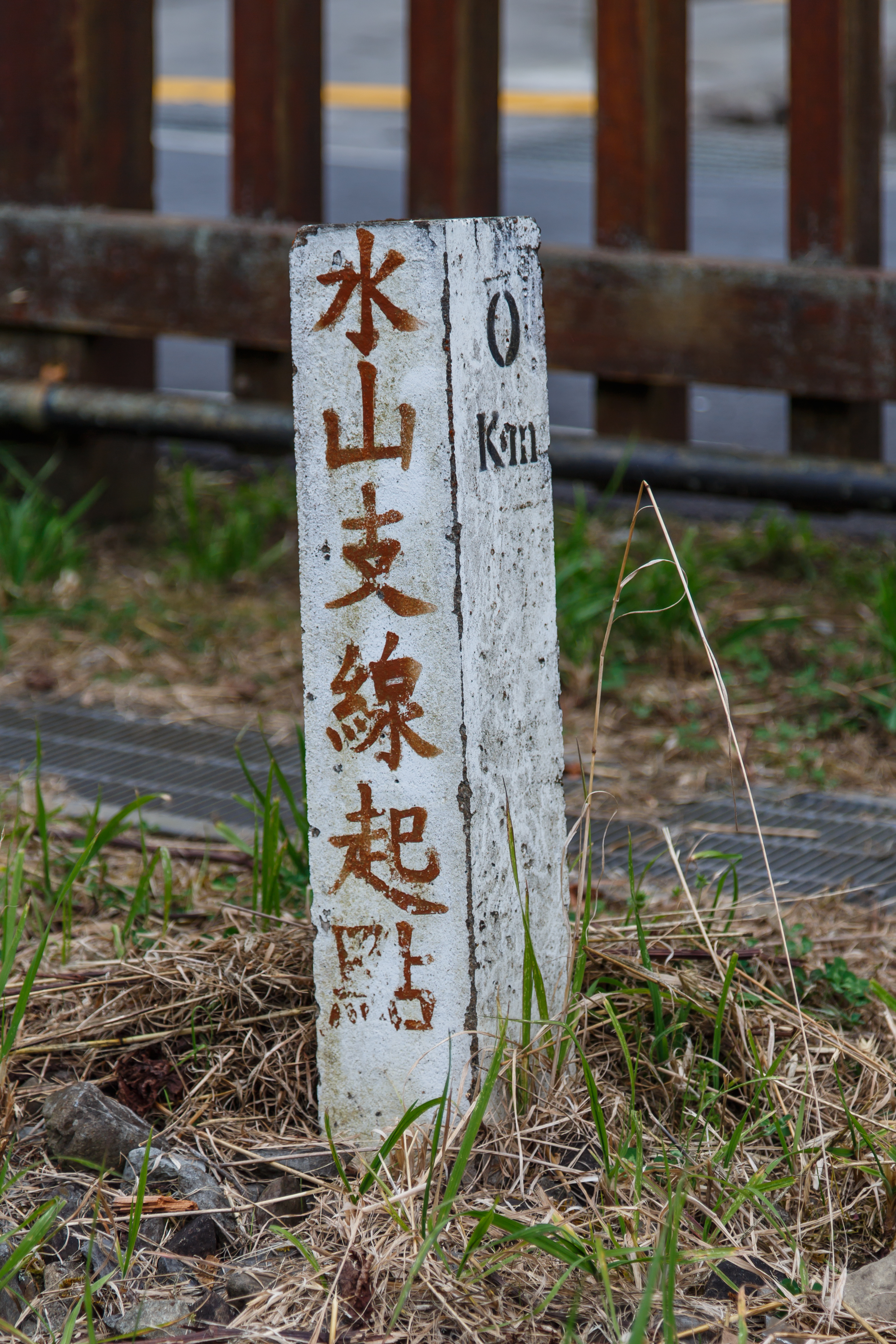
水山線のゼロキロポスト

## 利用状況
阿里山線の本線は奮起湖駅 - 神木駅間が八八水害により寸断されており、
阿里山駅と当駅間は本線の区間運転列車が沼平線として運転されているほか、祝山線・眠月線との重複区間になっている。
眠月線は復旧工事中であるが工事が何度か中断している。
また計画中の水山線（旧林場線の一部）も当駅から分岐する

## 駅周辺

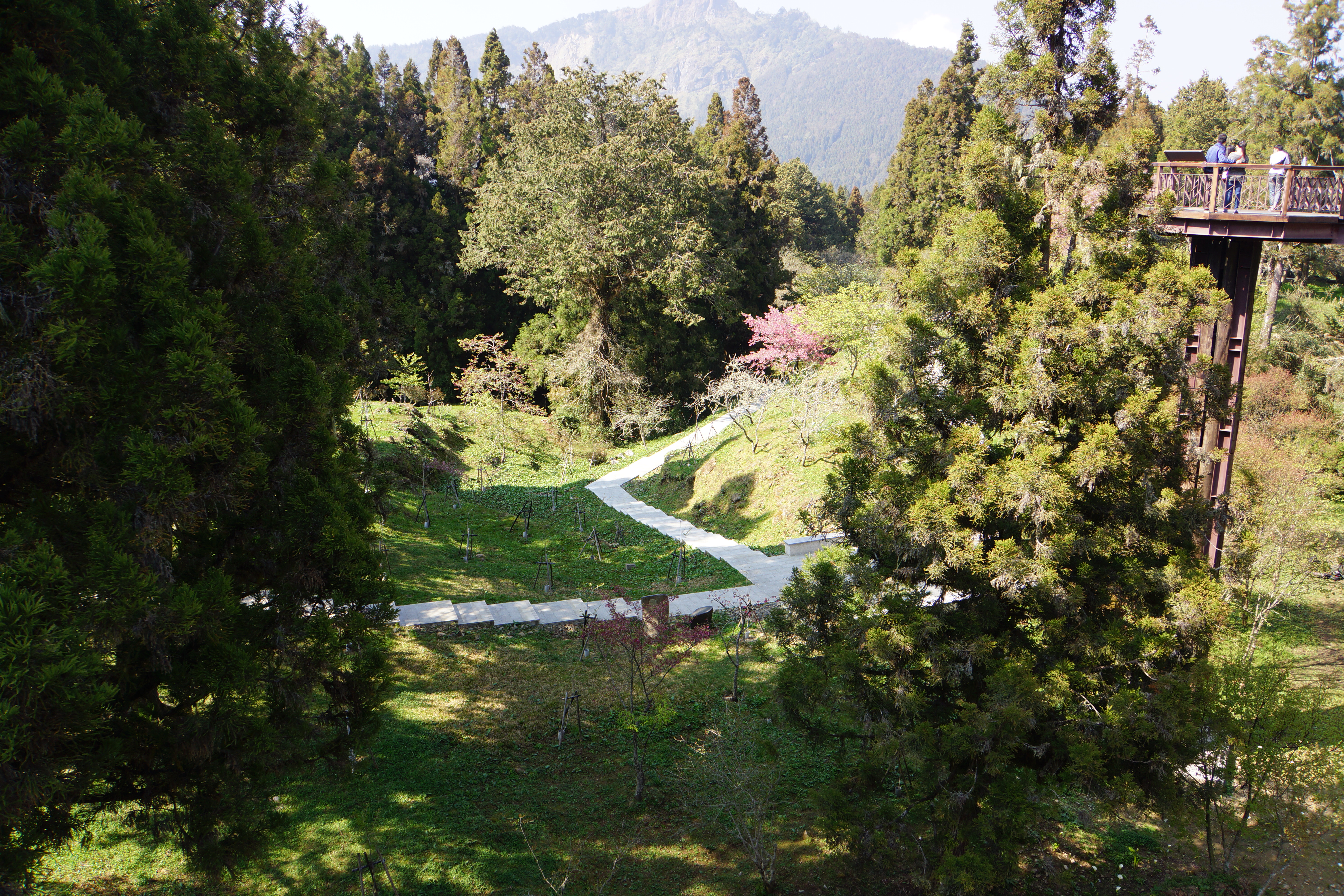
沼平公園
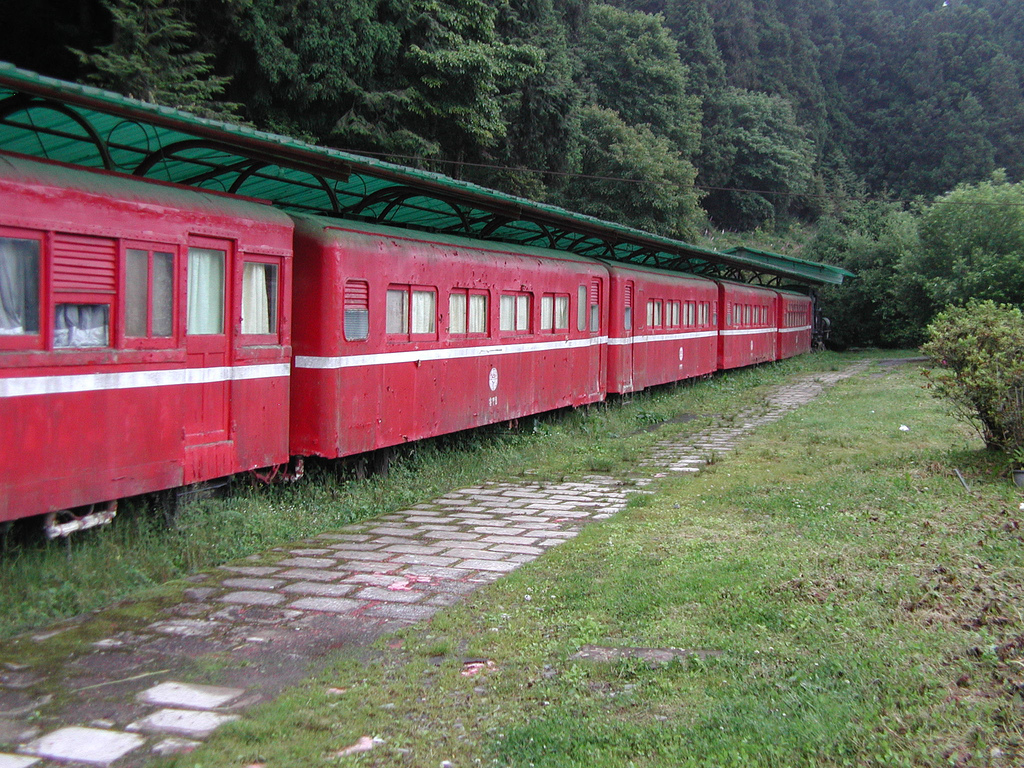
かつて営業していた列車ホテル

- 台湾電力阿里山服務所
- 嘉義県警察局阿里山派出所
- 阿里山閣大飯店

- 沼平公園
- かつて営業していた列車ホテル

## 歴史
- 1914年3月14日 - 「阿里山駅」として開業。
- 1976年11月9日 - 付近の集落の火災で駅舎焼損。
- 1981年1月11日 - 本線第4分道付近に現阿里山駅が開業したことに伴い「沼平」に改称。あわせて本線の終着駅ではなくなる。
- 1999年 - 2000年 - 阿里山駅の被災により再度本線終着駅に。
- 2004年 - 現駅舎の設計コンペが日本で開催される。
- 2006年9月 - 現駅舎の設計が「2006年日本建築学会構造設計部門最優秀賞」を受賞。
- 2013年
  - 4月21日 - 現駅舎供用[2]。
  - 12月12日 - 当駅舎が行政院公共工程委員会より「第13回公共工程金質賞」に選定される。[3][4]

## 隣の駅
阿里山森林鉄路
■阿里山線（沼平線）
阿里山駅 - 沼平駅
■祝山線
阿里山駅 - 沼平駅 - 十字分道駅
■眠月線（運休中）
阿里山駅 - 沼平駅 - 十字分道駅
■水山線（計画中）
沼平駅 - 水山駅